# Denhama
Denhama – rodzaj straszyków z rodziny Lonchodidae i podrodziny Lonchodinae.
Straszyki o silnie wydłużonym i smukłym ciele, szczególnie wyszczuplonym w przypadku samców. Mogą być jednobarwne lub mieć gruby, czarny pas biegnący wzdłuż całego ciała. Głowa ma pociągły kształt. Długość przedplecza jest niewiele większa niż połowa długości głowy. Tułów jest całkowicie pozbawiony obu par skrzydeł. Silnie wydłużone, znacznie dłuższe od zaplecza śródplecze przekracza długość przedplecza ośmio-, a nawet dziewięciokrotnie. Odnóża są długie i nieuzbrojone. Ostatnia ich para sięga daleko poza wierzchołek odwłoka. Zarówno płytka subgenitalna samców jak i operculum sięgają poza szczyt dziewiątego segmentu odwłoka. Słabo wykształcona płytka nadodbytowa często ma formę wyrostka o ściętym lub zaokrąglonym wierzchołku. Analny segment odwłoka w przypadku samców często ma tylną krawędź pośrodku wciętą. Obie płcie mają krótkie, często ukryte przysadki odwłokowe.
Samice składane jaja przyklejają do różnych powierzchni. Kształt ich jest cienki i długi, cygarowaty. Mają wydłużoną płytkę mikropylową sięgającą aż do ich podstawy.
Wszystkie gatunki są endemitami Australii.
Takson ten wprowadzony został w 1912 roku przez Franza Wernera. Obejmuje 6 opisanych gatunków:
- Denhama aussa Werner, 1912
- Denhama austrocarinata (Otte & Brock, 2005)
- Denhama eutrachelia (Westwood, 1859)
- Denhama gracilis (Sjöstedt, 1918)
- Denhama longiceps (Brunner von Wattenwyl, 1907)
- Denhama striata (Sjöstedt, 1918)